# TOM'S
TOM'S Co., Ltd (株式会社トムス Kabushiki-gaisha Tomusu?) es una escudería creada por los tuneadores y fabricantes de accesorios para Toyota y Lexus. El nombre es el acrónimo de Tachi Oiwa Motor Sport. Su oficina central se encuentra en Tokio, Japón. Actualmente están muy involucrados con Super GT, Super Fórmula y Fórmula 3 Japonesa. TOM'S crea piezas del mercado de accesorios para los vehículos Toyota actuales, y también ha creado su propia edición especial de ciertos modelos actuales de Lexus.

## Historia
TOM'S significa Tachi Oiwa Motor Sports. Como se cita en el sitio web en inglés de TOM'S, TOM'S fue fundado en 1974 por Nobuhide Tachi y Kiyoshi Oiwa. A pesar de la crisis del petróleo de aquel momento,  los dos pudieron mostrar resultados productivos y un desarrollo saludable de los deportes de motor para Toyota.  Con el apoyo de Toyota, TOM'S entró en el negocio en 1974.
En 1975, Toyota Motor Corporation reconoció oficialmente a TOM'S como un proveedor de tuneo autorizado. En 1978, la firma abrió un garaje en el área de Tama en Tokio.  La empresa de tuneo se expandió a Norfolk, Inglaterra, abriendo varias sucursales  en 1987. TOM'S ingresó a la Fórmula 3 Japonesa como sintonizador de motores en 1981. En 1987, la compañía abrió una fábrica británica para producir motores de Fórmula 3 para Europa. También fueron fabricantes de chasis F3 de 1991 a 1997.
En 1993, TOM'S produjo vehículos para la Fórmula 3000 Japonesa. En 1994, la firma celebró su 20 aniversario con "TOM'S Angel T01", un modelo conmemorativo. En 1995 produjeron una  serie de autos deportivos livianos T101, T082 y T020. En 2003, los vehículos modificados de TOM entraron en el grupo All Japan F3 Championship del All Japan GT Championship.

## Lista de los autos completos de TOM'S
- F070M Celsior (Lexus LS 400/430)
- F070 Celsior (Lexus LS 400/430)
- Z382 Soarer (Lexus SC)
- S741 Majesta (0-60, 4.6)
- S630 Aristo (Lexus GS300, GS400)
- S740 Atleta
- S970 Atleta
- S972 Propiedad
- X540 Chaser
- E910 Altezza (Lexus ES300)
- Toyota Altezza (Lexus ES200)RS200
- Tierra Cruiser
- V10 Mark-X 0-60, 3.8
- RX330/Harrier
- Prius
- H125 Alphard
- Isis
- W123 (SEÑOR-S)
- T020 (SEÑOR-2) 0-60, 4.9
- T111 (Corola AE111 Trueno)
- T101
- T091
- T082
- P050 Vits 0-60, 5.8
- EP82 Starlet GT Turbo 0-60, 4.0
- Lexus LC (URZ100 / GWZ100)

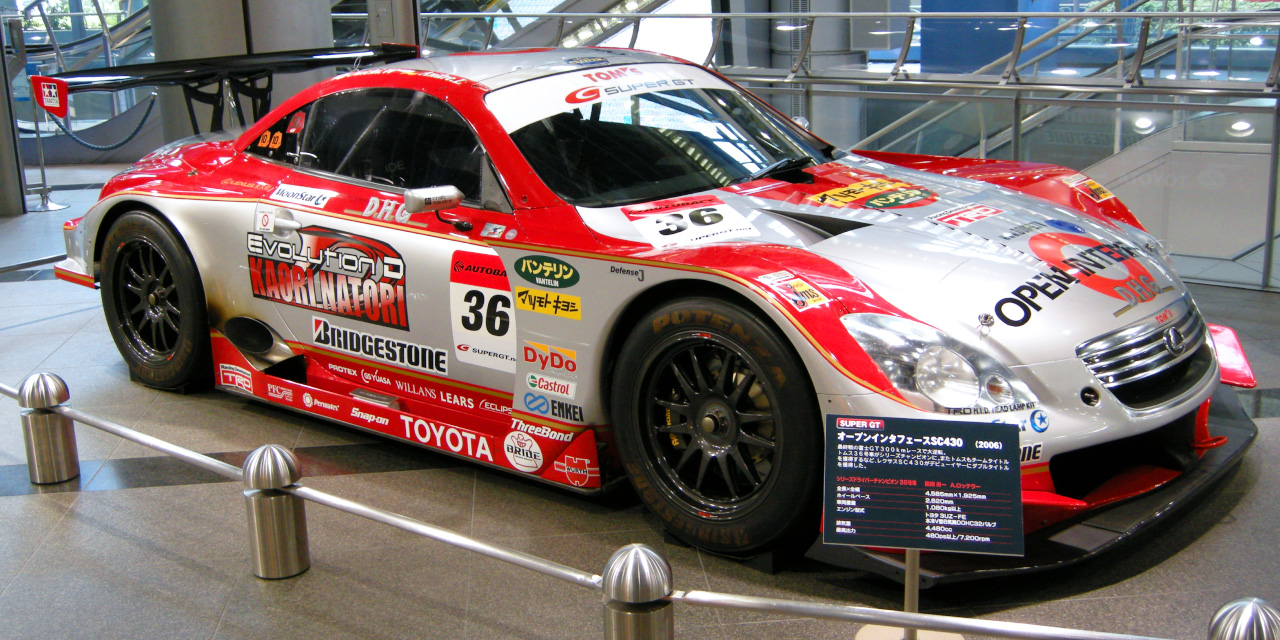
TOM'S SC 430

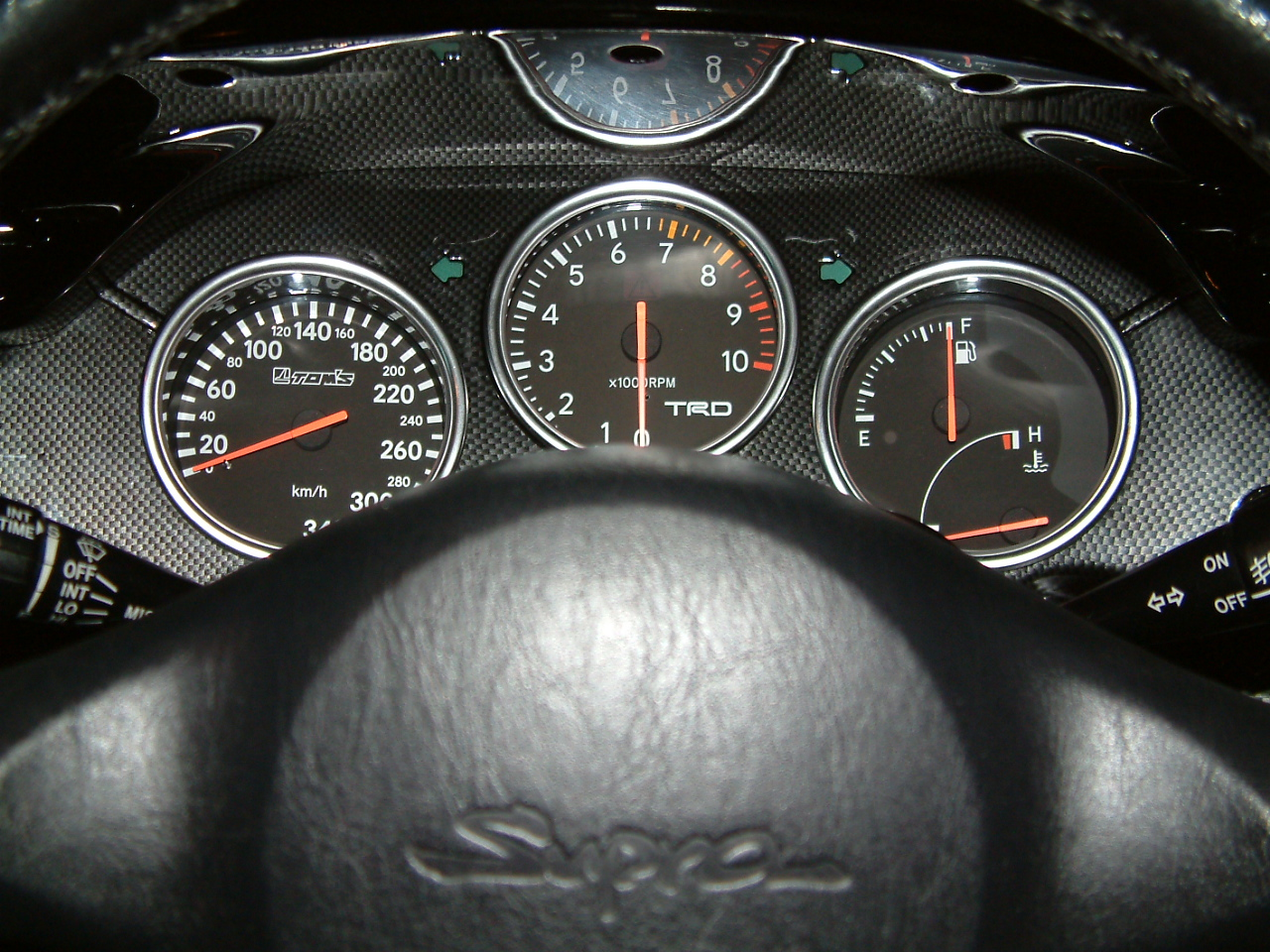
Velocímetro hasta 340 km/h del TOM'S Supra.

También el trabajo aerodinámico realizado al número 36 Castrol TOM'S SUPRA (Campeón GTC 500 1997 con Michael Krumm y Pedro de la Rosa).